# Fredrik Norén (trummis)
Fredrik Norén, född 21 april 1941 i Stockholm, död 13 maj 2016 var en svensk jazzmusiker – trumslagare, kompositör, musikproducent och bandledare.
Fredrik Norén fick redan i slutet av 1950-talet möjlighet att uppträda på ungdomsgården Sunside i Stockholm där basisten Arthur Österwall drev jazzverksamhet, och blev där bekant med trumpetaren Lars Färnlöf. Redan sommaren 1960 fick de båda plats i Staffan Abeleens kvartett, innan Noréns värnpliktstjänst skilde dem åt. Norén spelade också i Börje Fredrikssons kvartett, tillsammans med bland andra pianisten Bobo Stensson och basisten Palle Danielsson.
När Abeleens kvartett återförenades 1973 var Norén och Färnlöf med igen, liksom senare i Färnlöfs "supergrupp" Sansara Music Band, som även innehöll tenorsaxofonisten Bernt Rosengren, Bobo Stenson, basisten Thomas Östergren och slagverkaren Sabu Martinez.
Ett samarbete med kompositören Bo Hansson resulterade 1977 i skivan El-ahrairah, inspirerad av Richard Adams bok Den långa flykten.
År 1978 satte Norén ihop sitt eget Fredrik Norén Band, som genom åren haft åtskilliga namnkunniga medlemmar. Bland pianister märks bland andra Esbjörn Svensson (1984–88), Carl-Fredrik Orrje (1988–91), Torbjörn Gulz (1992–96) och Daniel Tilling (1999–2002). Blåsare har bland andra varit Niklas Barnö (tp), Jonas Kullhammar (s) och  Nils Janson (tp). 
I gruppen Sister Maj's Blouse jobbade Fredrik med musiker som Joakim Milder (sax), Bobo Stenson (p) och Palle Danielsson (b), som främst framförde musik av den 1968 avlidne Börje Fredriksson. Gruppens första, självbetitlade album utgavs 1993 och renderade gruppen en Grammis.

## Discografi i urval

### Egna album

#### Fredrik Norén Band
- 1980 – Jazz in Sweden (Caprice records)
- 1984 – The Snake (Phantasmic Records)
- 1987 – Joao Carlos (Mirrors)
- 1990 – To Mr J (Sonet Music)
- 1992 – City Sounds (Mirrors), live på Fasching
- 1995 – One Day in May (Mirrors), med vokalisten Lina Nyberg
- 1997 – The Pelican (Mirrors)
- 1999 – T (Mirrors)
- 2001 – Plays (Mirrors)
- 2003 – Moon Rush (Mirrors)
- 2010 – Innside Up (Mirrors)

### Samarbeten

#### Med Idrees Sulleman
- 1964 – The Camel (Columbia)

#### Med Staffan Abeleen Quintet
- 1964 – Persepolis (Philips Records)
- 1966 – Downstream (Philips Records)
- 1972 – Svit Cachasa (SR Records), med Lars Färnlöf och Radiojazzgruppen

#### Med Putte Wikmans orkester
- 1968 – Sivuca (Interdisc)

#### Med Björn Alke's Quartet
- 1974 – Jazz i Sverige '74 (Caprice Records)
- 1976 – Fine and Mellow (EMI Sweden)

#### Med Bo Hansson
- 1977 – El-ahrairah (Charisma)

#### I Sister Maj's Blouse
- 1993 – Sister Maj's Blouse (Mirrors)
- 1996 – Epilogue – Plays the music of Börje Fredriksson (Mirrors)
- 2006 – In Concert (Mirrors)

#### Med Lennart Åberg
- 1996 – The Zone (Mirrors)

## Andra utmärkelser i urval
- 1995 – Jazzkatten, Årets jazzgrupp: Fredrik Norén Band[2]
- 2006 – Lars Gullin-priset
- 2006 – Lars Färnlöf-priset tillsammans med Palle Danielsson (av Västerås stad)
- 2009 – SKAP:s hederspris (delat med Lasse Samuelson)
- 2012 – Sveriges radios Jazzkatt i kategorin "Årets Guldkatt"[3]